# Fever (mixtape)
Fever es el tercer mixtape de la rapera estadounidense Megan Thee Stallion, lanzado el 17 de mayo de 2019, vía 300 Entertainment y 1501 Certified. Producido principalmente por LilJuMadeDaBeat y escrito por la propia rapera, también cuenta con apariciones de los raperos DaBaby y Juicy J. Fever es un disco de hip hop impulsado por una producción de trap minimalista y llena de bajos. Está ampliamente considerado por la crítica musical como el avance mainstream de Megan Thee Stallion.
El mixtape recibió elogios generalizados por parte de la crítica musical, y muchos elogiaron la entrega del rapero y el sex-positivity. Además de figurar en varias listas de fin de año, Fever también ganó el BET Hip Hop Award a la mejor mixtape. Comercialmente, debutó en el número 10 del Billboard 200, y fue certificado Oro en Estados Unidos por la Recording Industry Association of America. Fever también dio lugar a la canción de doble platino de la RIAA "Cash Shit".

## Antecedentes y lanzamiento
En abril de 2019, Megan Thee Stallion consiguió su primera entrada en la lista de éxitos del Billboard Hot 100 con el sencillo "Big Ole Freak" del EP Tina Snow (2018), significando su popularización en el mainstream. Con esta audiencia recién acumulada, la rapera anunció formalmente el lanzamiento de Fever junto a un tráiler publicado en sus cuentas de redes sociales el 8 de mayo de 2019 que presentaba a Hot Girl Meg, un alter ego para el mixtape. El tráiler es un fragmento del vídeo musical de "Realer" (que aún no se había estrenado), en el que Hot Girl Meg conduce en un descapotable rojo con otras tres mujeres. La rapera reveló oficialmente la portada y el tracklist del álbum el 14 de mayo de 2019. En julio de 2019, Megan Thee Stallion se burló del lanzamiento de Fever: Thee Movie, un proyecto cinematográfico dirigido por Hype Williams. A pesar de que el anuncio llevaba la leyenda "próximamente", el proyecto no se dio a conocer.
El sencillo principal de Fever, "Sex Talk", había sido lanzado previamente a los principales servicios de streaming y plataformas digitales el 22 de marzo de 2019. El segundo sencillo, "Realer", se lanzó un día antes que el mixtape. Este single fue acompañado posteriormente por un vídeo musical el 21 de mayo de 2019. La canción "Cash Shit" con la participación de DaBaby fue lanzada como tercer sencillo y alcanzó un pico del número 36 en el Billboard Hot 100. "Cash Shit" también se convertiría en el primer single de platino de Megan Thee Stallion de la historia certificado por la RIAA, y su segundo éxito en el top 40 del Billboard Hot 100, después de "Hot Girl Summer".

## Composición y concepto
Fever es un disco de hip hop con influencias de trap. Consiste principalmente en una "producción minimalista con mucho bajo". El productor discográfico estadounidense LilJuMadeThatBeat está acreditado como productor en seis de las catorce pistas incluidas en Fever, mientras que el rapero y productor discográfico estadounidense Juicy J está acreditado como productor en tres y como artista destacado en una. La producción de todo el disco también incorpora en gran medida el uso de muestreo. Muchas de las obras sampleadas fueron hechas originalmente por o están directamente relacionadas con el grupo de hip hop Three 6 Mafia, del que Juicy J forma parte. Megan Thee Stallion no sólo ha citado a Three 6 Mafia como una gran influencia en el disco, sino también, en última instancia, en ella como músico. Estéticamente, Fever está muy influenciado por el género cinematográfico blaxploitation, con la portada del álbum específicamente haciendo comparaciones con la actriz estadounidense Pam Grier.
El segundo tema del mixtape, "Hood Rat Shit", samplea un noticiero viral de 2008 WPBF 25 en el que se entrevista a Latarian Milton, de 7 años, después de haber robado el Dodge Durango de su madre. En el tema, Megan Thee Stallion también hace referencias líricas a South Park y Wakanda mediante name-dropping. El tercer tema de Fever, "Pimpin", es uno de los tres producidos por Juicy J y samplea la canción de 1996 "Azz Out" del productor discográfico estadounidense DJ Zink & Tha 2 Thick Family con los raperos 8Ball & MJG y Kilo-G. El cuarto tema, "Cash Shit" con la participación de DaBaby, se ganó el reconocimiento de la crítica al entrar en varias listas de fin de año, y posteriormente pasó a encabezar la lista estadounidense de Radio urbana, y apareció como apertura en la ficticia iFruit Radio en Grand Theft Auto V. La sencilla instrumentación del tema es "un ritmo sin melodía" realizado en cinco minutos, que incorpora la Roland TR-808, un hand clap del sur, un splash de agua, así como un hi-hat abierto y otro cerrado en los canales izquierdo y derecho. El quinto tema, "W. A.B", samplea la canción "Weak Azz Bitch" de Three 6 Mafia con LA Chat, de ahí su acrónimo titular. A Juicy J se le atribuye tanto su aparición vocal como la producción en el tema "Simon Says", que samplea tanto la canción de 1972 "Me and Mrs. Jones" de Billy Paul, así como la canción de 1992 "Looking For Tha Chewin'" de DJ Paul con Kilo-G, DJ Zirk, Kingpin Skinny Pimp y 8Ball & MJG. Con la letra "No, I'm not that nigga that be embraced up with your butt", Megan Thee Stallion también interpola la canción "No I'm Not Dat Nigga" de Three 6 Mafia con Juicy J.[cita requerida] "Dance", el décimo tema de Fever, intercala lírica y melódicamente interpola la canción de 2012 "Bandz A Make Her Dance" de Juicy J. El duodécimo tema de la mixtape, "Sex Talk", samplea la canción "Pow" de Soulja Boy, mientras que Megan Thee Stallion también hace referencia lírica a su sencillo debut "Big Ole Freak".[cita requerida] La decimotercera pista, "Big Drank", samplea la canción "Sippin' on Some Syrup" de Three 6 Mafia con Project Pat y UGK."Runnin Up Freestyle" cierra el mixtape y había sido interpretada por primera vez por Megan durante el segmento Fire in the Booth en el programa Charlie Sloth Rap Show en marzo de 2019.

## Recepción

### Respuesta Crítica
Fever fue aclamado por la crítica musical. En Metacritic, El mixtape recibió una puntuación de 81 sobre 100 de nueve críticas, lo que indica una "aclamación universal". Megan Thee Stallion recibió elogios por su impulso sexual y positividad sexual, su agresivo entrega, y sus extravagantes y humorísticas letras.
Fred Thomas de AllMusic afirmó que "con unos niveles de confianza casi inigualables, un lirismo intrépido y unos ritmos implacables y expertamente elaborados, Fever establece a Megan Thee Stallion como una figura del Rap sureño. " Taylor Crumpton de Pitchfork señaló que el debut de la rapera está "impregnado de sexo, pimpin, y poder; suena como un antiguo y futuro clásico del rap de Houston". Jon Caramanica de New York Times' consideró el ascenso de Megan a la fama con los freestyles y escribió que "Fever es más cohesionado, pulido y contundente que sus anteriores lanzamientos. La producción -especialmente las canciones de [LilJuMadeDatBeat]- es ominosa y espaciosa, una base que es sólida y no distrae". Escribiendo para The Fader, Amani Bin Shikhan escribió: "Esa es la magia de su atractivo, y la magia de Fever: Escuchar a Thee Stallion se siente como escuchar los consejos de tu novia más divertida, regañándote cariñosamente para que los dos se pongan las pilas y la caguen por una de verdad".

### Reconocimientos
Fever aterrizó en las listas de fin de año de varios críticos y publicaciones. Se situó en el número uno de la lista de álbumes de fin de año de 2019 de la revista estadounidense Paper mientras que su single "Cash Shit" también se situó en el número uno de su lista de canciones del verano de 2019. "Cash Shit" también entraría en las listas de fin de año de publicaciones como Noisey (Nº 1), Vulture (Nº 9), The New York Times (nº 10), Rolling Stone (nº 27), y Billboard, entre otras.
| Critic/Organization    | List                               | Rank | Ref.   |
| ---------------------- | ---------------------------------- | ---- | ------ |
| AllMusic               | AllMusic Best of 2019              |      | [ 53 ] |
| Billboard              | The 50 Best Albums of 2019         | 23   | [ 54 ] |
| BrooklynVegan          | Top 50 Albums of 2019              | 29   | [ 55 ] |
| Complex                | The Best Albums of 2019            | 24   | [ 56 ] |
| Exclaim!               | The 10 Best Hip-Hop Albums of 2019 | 9    | [ 57 ] |
| Fact                   | The Best Albums of 2019            |      | [ 58 ] |
| The Fader              | The best albums of 2019            |      | [ 59 ] |
| Fresh Air (Ken Tucker) | Top 10 Albums Of 2019              | 5    | [ 60 ] |
| Gothamist              | The Best Albums of 2019            | 12   | [ 61 ] |
| HipHopDX               | The Best Hip Hop Albums of 2019    | 11   | [ 62 ] |
| Noisey                 | The 100 Best Albums of 2019        | 49   | [ 63 ] |
| Paper                  | The 20 Best Albums of 2019         | 1    | [ 46 ] |
| Paste                  | The 50 Best Albums of 2019         | 46   | [ 64 ] |
| The Ringer             | The Best Albums of 2019            | 2    | [ 65 ] |
| Rolling Stone          | The 50 Best Albums of 2019         | 31   | [ 66 ] |
| Rolling Stone          | The 20 Best Hip-Hop Albums of 2019 | 7    | [ 67 ] |
| Stereogum              | The 10 Best Rap Albums of 2019     | 8    | [ 68 ] |
| Thrillist              | Best Albums of 2019                | 10   | [ 69 ] |
| Uproxx                 | The Best Albums of 2019            | 16   | [ 70 ] |

## Premios
| Premio             | Año  | Categoría         | Resultado | Ref.   |
| ------------------ | ---- | ----------------- | --------- | ------ |
| BET Hip Hop Awards | 2019 | Best Mixtape      |           | [ 72 ] |
| BET Awards         | 2020 | Album of the Year |           | [ 73 ] |

## Rendimiento comercial
Fever debutó en el número diez de la lista estadounidense Billboard 200 con 27.956 unidades, de las cuales 3.725 fueron ventas puras de álbumes.

## Lista de Canciones
Todas las canciones escritas y compuestas por Megan Pete excepto donde se anota. 
| Fever track listing |                            |                 |          |  |
| N.º                 | Título                     | Producer(s)     | Duración |  |
| 1.                  | «Realer»                   | LilJuMadeDaBeat | 2:29     |  |
| 2.                  | «Hood Rat Shit»            | KC Supreme      | 3:01     |  |
| 3.                  | «Pimpin»                   | Juicy J         | 3:23     |  |
| 4.                  | «Cash Shit» (con DaBaby)   | LilJuMadeDaBeat | 3:12     |  |
| 5.                  | «W.A.B (Weak Ass Bitch)»   | Project Pat     | 2:57     |  |
| 6.                  | «Best You Ever Had»        | DJ Chose        | 2:39     |  |
| 7.                  | «Simon Says» (con Juicy J) | Juicy J         | 3:20     |  |
| 8.                  | «Shake That»               | LilJuMadeDaBeat | 2:52     |  |
| 9.                  | «Money Good»               | DJ Chose        | 3:17     |  |
| 10.                 | «Dance»                    | Juicy J         | 2:56     |  |
| 11.                 | «Ratchet»                  | LilJuMadeDaBeat | 2:14     |  |
| 12.                 | «Sex Talk»                 | DJ WillAye      | 2:11     |  |
| 13.                 | «Big Drank»                | LilJuMadeDaBeat | 3:27     |  |
| 14.                 | «Running Up Freestyle»     | LilJuMadeDaBeat | 2:04     |  |

## Charts

### Weekly charts
| Chart (2019)                            | Peak position |
| --------------------------------------- | ------------- |
| Estados Unidos Billboard 200            | 10            |
| Estados Unidos (Top R&B/Hip-Hop Albums) | 6             |

### Charts fin de Año
| Chart (2019)                                         | Position |
| ---------------------------------------------------- | -------- |
| Estados Unidos Billboard 200                         | 163      |
| Estados Unidos US Top R&B/Hip-Hop Albums (Billboard) | 62       |